# مرسللی (صابرآباد)
مرسللی (به ترکی آذربایجانی: Mürsəlli) یک منطقه مسکونی در جمهوری آذربایجان است که در شهرستان صابرآباد واقع شده‌است. مرسللی ۱۴۵۶ نفر جمعیت دارد.